# Jean-Claude Van Johnson
Jean-Claude Van Johnson es una serie de comedia y acción estadounidense, producida por Amazon.com, con Ridley Scott como productor ejecutivo y protagonizada por Jean-Claude Van Damme. El actor se interpreta a sí mismo y a su alter ego ficticio, un agente secreto que usa su vida de actor como tapadera.
La serie fue cancelada tras su primera temporada.

## Argumento
La serie comienza con Jean-Claude rodeado por los operarios y agentes de seguridad de una fábrica. En un monólogo interior, se pregunta cómo ha llegado hasta allí mientras comienzan a golpearlo y se hace evidente su baja forma. Hace hincapié en que no se trata de una película.
Unos días atrás, Jean-Claude se despierta en su casa cuando la modelo con la que se acostó la noche anterior se prepara para marcharse. Una vez se va, Jean-Claude se asea y deambula por su mansión aburrido. Hace dos años que se retiró y se siente vacío. Decide ir a cenar fuera y se cruza con Vanessa, a la que intenta saludar, pero se muestra esquiva y molesta con él, dejándolo solo. A Jean-Claude le invaden viejos recuerdos; Vanessa era su ayudante como agente secreto, bajo la tapadera de su maquilladora y peluquera personal en los rodajes. 
Al día siguiente, Jean-Claude visita a su antigua agente para comunicarle que quiere volver a estar en activo. Ella empieza a ofertarle guiones, pero él puntualiza que a lo que quiere volver es a ser agente secreto, a ser Van Johnson y no Van Damme y quiere ser asignado de nuevo a Vanessa.
Jean-Claude logra su objetivo y se marcha a Bulgaria a rodar una película. Vanessa le recrimina que haya forzado la situación solo para volver a verla, pero lo acepta y lo pone al día acerca de su misión. Con la ayuda de Luis, experto en armas y maquillaje, Jean-Claude se prepara y acude a una fábrica para colarse en ella e introducir un localizador en uno de los cilindros que allí se están fabricando para averiguar dónde los envían. Logra hacerlo, pero al salir de la fábrica se da cuenta de que se ha dejado algo con lo que pueden identificarlo y al entrar de nuevo, lo descubren, volviendo a la escena inicial. Tras recibir los primeros golpes, Jean-Claude reacciona y consigue vencer a todos los trabajadores. En su huida, se ve obligado a hacer explotar la fábrica para no dejar rastros ni posibles testigos. Agotado y malherido, vuelve a su hotel.
Vanessa y Luis ven que Jean-Claude no es apto para el servicio activo, pero a pesar de ello lo encubren. Seguirán recibiendo misiones y ayudándolo como puedan.

## Reparto
- Jean-Claude Van Damme - Jean-Claude Van Johnson
- Kat Foster - Vanessa
- Moises Arias - Luis
- Phylicia Rashad - Jane
- Carlo Rota - Dragan
- Deren Tadlock - Victor
- Winston James Francis - Meni Mano
- Richard Schiff - Alan Morris

## Episodios
|   | Título                          | Dirección     | Guion           | Estreno                 |
| - | ------------------------------- | ------------- | --------------- | ----------------------- |
| 1 | «Piloto»                        | Peter Atencio | Dave Callaham   | 12 de agosto de 2016    |
| 2 | «¿En qué año vives?»            | Peter Atencio | Dave Callaham   | 15 de diciembre de 2017 |
| 3 | «Una charla sobre la confianza» | Peter Atencio | Ashley Wigfield | 15 de diciembre de 2017 |
| 4 | «Si tienes suerte»              | Peter Atencio | Wes Tooke       | 15 de diciembre de 2017 |
| 5 | «Huir hacia la nada»            | Peter Atencio | Vinnie Wilhelm  | 15 de diciembre de 2017 |
| 6 | «El mundo necesita su héroe»    | Peter Atencio | Kevin Costello  | 15 de diciembre de 2017 |

## Curiosidades
- El capítulo piloto se estrenó el 19 de agosto de 2016 en la plataforma en línea de Amazon y tan solo con la buena acogida que tuvo en Rusia y China,[2] los productores siguieron adelante con la serie, estrenándola casi un año y medio después.
- No es la primera vez que Van Damme se interpreta a sí mismo parodiándose, ya lo hizo en la película JCVD, logrando el reconocimiento de crítica y público[3] tanto por su interpretación dramática como por la capacidad de reírse de sí mismo.
- La serie tiene guiños constantes a películas de Van Damme[4] como Kickboxer o Timecop.